# Western Association
Western Association è stato il nome di cinque diverse leghe minori del baseball USA fra il XIX secolo e il XX secolo.
La più antica originava dalla Northwestern League e divenne WA nel 1888, prima di cambiare nome in Western League nel 1893.
Sotto una nuova proprietà alla fine degli anni 1890 la lega si diffuse in città più grandi, divenne American League nel 1900 e dall'anno successivo iniziò a competere direttamente contro la National League nella Major League Baseball.
Una separata Western Association fu fondata nel 1894 con squadre dallo Iowa, Nebraska, Illinois e Missouri con una formazione da Denver che aggiunse l'anno successivo. La lega chiuse nel 1898, resuscitò la stagione dopo e si rinominò come, Central League nel 1900. Due òeghe chiamate Western Association ci furono nel 1901. Una aveva otto squadre in Ohio, Michigan, Kentucky, Virginia Occidentale e Indiana; fallì dopo un solo anno. L'altra associazione, confusamente localizzata nella stessa area, era l'ex Interstate League; tornò alla sua identità originale nel 1902.
La Western Association dalla vita più lunga operò fra il 1905 e il 1954. Originariamente si chiamava Missouri Valley League, e sospese la propria attività solo per le guerre mondiali e la Grande depressione. Era principalmente un circuito di classe C, cioè fra le più basse leghe minori, sopra solo alla classe D.

## Lega dal 1905
Aderirono squadre da Joplin, Leavenworth, Sedalia, Springfield e Topeka provenienti dalla Missouri Valley League.  Squadre da Guthrie e Oklahoma City arrivarono dalla Southwestern League.  Si formò una nuova squadra a Wichita.

### 1905
| Squadra                 | Record |
| Wichita Jobbers         | 79-56  |
| Oklahoma City Mets      | 77-58  |
| Leavenworth Oilers      | 75-59  |
| Sedalia Gold Bugs       | 70-64  |
| Guthrie Senators        | 66-70  |
| Joplin Miners           | 65-73  |
| Topeka White Sox        | 54-80  |
| Springfield Highlanders | 54-80  |

### 1906
Guthrie e Sedalia fallirono.  Arrivò la squadra di Saint Joseph (Missouri) dalla Western League. Una nuova squadra a Webb City (Missouri) fu fondata e aderì alla lega.  Saint Joseph dopo un terzo di stagione si trasferì ad Hutchinson (Kansas).
| Squadre                                    | Record |
| Topeka White Sox                           | 82-56  |
| Joplin Miners                              | 75-62  |
| Wichita Jobbers                            | 75-65  |
| Springfield Midgets                        | 72-67  |
| Oklahoma City Mets                         | 70-69  |
| Leavenworth Old Soldiers                   | 68-72  |
| Webb City Gold Bugs                        | 57-79  |
| St. Joseph Packers/Hutchinson Salt Packers | 55-84  |

### 1907
| Squadra              | Record |
| Wichita Jobbers      | 98-35  |
| Oklahoma City Mets   | 86-54  |
| Hutchinson White Sox | 77-59  |
| Topeka White Sox     | 75-65  |
| Joplin Miners        | 71-64  |
| Webb City Goldbugs   | 65-70  |
| Springfield Midgets  | 46-92  |
| Leavenworth Convicts | 29-108 |

### 1908
Leavenworth lascia e aderisce la neonata formazione di Enid.
| Squadra                 | Record |
| Topeka Jayhawkers       | 89-50  |
| Wichita Jobbers         | 87-53  |
| Oklahoma City Mets      | 81-58  |
| Joplin Miners           | 71-65  |
| Hutchinson Salt Packers | 69-70  |
| Webb City Webfeet       | 66-69  |
| Springfield Midgets     | 48-85  |
| Enid Railroaders        | 38-99  |

### 1909
Topeka e Wichita passano alla Western League, Oklahoma City alla Texas League, Huthcinson alla Kansas State League. Bartlesville e Muskogee aderiscono provenienti dalla Oklahoma-Kansas League.  Sorgono squadre a Guthrie (Oklahoma) e Pittsburg (Kansas). A stagione avviata Joplin si trasferisce a El Reno; lo stesso fa Webb City, che cambia sede andando a Sapulpa.
| Team Name                        | Record |
| Enid Railroaders                 | 82-44  |
| Muskogee Navigators              | 74-51  |
| Guthrie Senators                 | 70-55  |
| Bartlesville Boosters            | 66-59  |
| Webb City Webfeet/Sapulpa Oilers | 64-59  |
| Springfield Midgets              | 56-70  |
| Pittsburg Pirates                | 52-73  |
| Joplin Miners/El Reno Packers    | 36-89  |

### 1910
Lasciano Pittsburg e Springfield, entrano nuove società da Joplin e Tulsa.  Muskogee, Tulsa, Bartlesville e El Reno falliscono a fine luglio.
| Squadra               | Record |
| Joplin Miners         | 90-34  |
| Enid Railroaders      | 64-53  |
| Sapulpa Oilers        | 65-61  |
| Guthrie Senators      | 47-73  |
| El Reno Packers       | 65-43  |
| Bartlesville Boosters | 51-51  |
| Muskogee Navigators   | 36-63  |
| Tulsa Oilers          | 28-68  |

### 1911
| Squadra               | Record                         |
| Fort Smith Scouts     | 29-14 (vince la prima parte)   |
| Muskogee Redskins     | 23-21 (vince la seconda parte) |
| Sapulpa Oilers        | 23-21                          |
| Tulsa Railroaders     | 20-25                          |
| Independence Packers  | 15-22                          |
| Coffeyville White Sox | 15-24                          |
| Joplin Miners         | 3-2                            |
| Springfield Jobbers   | 2-3                            |

## Lega del 1914
Inizia con nuove squadre a Fort Smith, Joplin/Webb City, McAlester, Muskogee, Oklahoma City e Tulsa.

### 1914
| Squadra                                                     | Record                        |
| Tulsa Oilers                                                | 74-49                         |
| Oklahoma City Booters                                       | 75-52 (vince la prima metà)   |
| Fort Smith Twins                                            | 73-52                         |
| Muskogee Mets                                               | 74-54 (vince la seconda metà) |
| McAlester Miners                                            | 47-79                         |
| Joplin-Webb City Miners/Guthrie Senators/Henryetta Boosters | 35-92                         |

In finale Oklahoma City-Muskogee 4-2.

### 1915
| Squadra                | Record |
| Denison Railroaders    | 76-53  |
| Oklahoma City Senators | 76-62  |
| Sherman Hitters        | 70-65  |
| Muskogee Mets          | 68-66  |
| Paris Red Snappers     | 66-66  |
| Tulsa Producers        | 63-71  |
| Fort Smith Twins       | 61-75  |
| McAlester Miners       | 57-79  |

In finale Oklahoma City-Muskogee 4-3.

### 1916
| Squadra                | Record                  |
| Denison Railroaders    | 86-49 (1st half winner) |
| Tulsa Producers        | 80-58 (2nd half winner) |
| McAlester Miners       | 79-58                   |
| Oklahoma City Senators | 64-73                   |
| Muskogee Mets          | 63-77                   |
| Fort Smith Twins       | 61-76                   |
| Sherman Lions          | 61-76                   |
| Paris Survivors        | 56-83                   |

In finale Denison-Tulsa 4-2.

### 1917
| Squadra                            | Record |
| McAlester Miners                   | 95-57  |
| Muskogee Reds                      | 89-69  |
| Sherman Browns                     | 80-72  |
| Denison Railroaders                | 79-75  |
| Fort Smith Twins                   | 77-82  |
| Oklahoma CIty Boosters             | 72-80  |
| Tulsa Producers                    | 68-84  |
| Paris Athletics/Ardmore Foundlings | 57-98  |

A fine anno la lega e tutte le squadre si sciolsero.

## Lega del 1920
Rinasce con nuove squadre a Chickasha, Drumright, Enid, Fort Smith, Henryetta, Okmulgee, Pawhuska e Springfield.  La squadra vincitrice della prima fase sfida la vincitrice della seconda nella finale.

### 1920
| Squadra               | Record                  |
| Okmulgree Drillers    | 83-46 (1st half winner) |
| Fort Smith Twins      | 80-58                   |
| Enid Harvesters       | 71-53 (2nd half winner) |
| Henryetta Hens        | 75-56                   |
| Drumright Drummers    | 66-62                   |
| Springfield Merchants | 58-76                   |
| Chickasha Chicks      | 52-72                   |
| Pawhuska Huskers      | 33-95                   |

In finale Enid ed Okmulgee pareggiano 3-3.

### 1921
| Squadra             | Record |
| Springfield Midgets | 85-60  |
| Fort Smith Twins    | 83-61  |
| Henryetta Hens      | 77-66  |
| Pawhuska Huskers    | 76-71  |
| Enid Harvesters     | 77-74  |
| Chickasha Chicks    | 74-74  |
| Okmulgee Drillers   | 71-76  |
| Drumright Oilers    | 44-105 |

In finale Chickasha-Fort Smith 4-3; nella stagione successiva i campioni passano alla Oklahoma State League.

### 1922
Oltre alla partenza di Chickasha si registra l'arrivo di Joplin dalla Western League.
| Squadra             | Record                     |
| Enid Harvesters     | 104-27 (vince la 2ª parte) |
| Joplin Miners       | 93-42 (vince la 1ª parte)  |
| Henryetta Hens      | 74-56                      |
| Springfield Midgets | 68-69                      |
| Okmulgee Drillers   | 56-79                      |
| Fort Smith Twins    | 54-79                      |
| McAlester Miners    | 49-82                      |
| Pawhuska Osages     | 29-93                      |

### 1923
Si aggiunge Ardmore dalla Texas-Oklahoma League.  Falliscono a luglio McAlester ed Henryetta.
| Squadra             | Record                    |
| Joplin Miners       | 83-60                     |
| Ardmore Snappers    | 82-60 (vince la 2ª parte) |
| Okmulgee Drillers   | 81-63 (vince la 1ª parte) |
| Enid Harvesters     | 80-65                     |
| Springfield Midgets | 70-74                     |
| Fort Smith Twins    | 53-92                     |
| Henryetta Hens      | 43-38                     |
| McAlester Diggers   | 27-57                     |

In finale Ardmore-Okmulgee 4-0.

### 1924
Ardmore torna alla Oklahoma State League, Enid va alla Southwestern League.  Entrano squadre di Bartlesville, Hutchinson, Muskogee e Topeka dalla Southwestern League.  Bartlesville a giugno si sposta ad Ardmore; pochi giorni dopo Joplin si sposta a Bartlesville.
| Squadra                                | Record                     |
| Okmulgee Drillers                      | 110-48 (vince le due fasi) |
| Fort Smith Twins                       | 97-63                      |
| Muskogee Athletics                     | 97-65                      |
| Hutchinson Wheat Shockers              | 81-80                      |
| Bartlesville Bearcats/Ardmore Bearcats | 75-82                      |
| Joplin Boosters/Bartlesville Boosters  | 69-87                      |
| Topeka Senators                        | 59-98                      |
| Springfield Midgets                    | 47-112                     |

### 1925
Falliscono Bartlesville ed Hutchinson.  Topeka passa alla Southwestern League. Si aggiunge una formazione a Independence (Kansas).
| Squadra                | Record |
| Fort Smith Twins       | 94-56  |
| Ardmore Boomers        | 86-64  |
| Okmulgee Drillers      | 80-71  |
| Muskogee Athletics     | 79-72  |
| Springfield Midgets    | 67-82  |
| Independence Producers | 44-105 |

In finale Ardmore-Muskogee 4-1.

### 1926
Independence fallisce; una nuova squadra sorge a McAlester. Ardmore passa a Joplin a luglio.  McAlester e Muskogee falliscono nello stesso mese.
| Squadra                       | Record |
| Springfield Midgets           | 92-66  |
| Fort Smith Twins              | 92-68  |
| Ardmore Boomers/Joplin Ozarks | 77-81  |
| Okmulgee Drillers             | 73-85  |
| Muskogee Athletics            | 51-45  |
| McAlester Miners              | 28-68  |

### 1927
Fallisce Joplin, mentre una nuova squadra arriva da Saint Joseph (Missouri), proveniente dalla Western League; inoltre una da Topeka giunge dalla Southwestern League. Viene formata una nuova società a Muskogee.  St. Joseph a luglio si sposta a Joplin.
| Squadra                         | Record |
| Fort Smith Twins                | 81-51  |
| Topeka Jayhawks                 | 74-58  |
| St. Joseph Saints/Joplin Miners | 73-60  |
| Springfield Midgets             | 63-69  |
| Okmulgee Drillers               | 57-75  |
| Muskogee Chiefs                 | 48-83  |

### 1928
- Nuove squadre: Independence
- Fallimenti: Okmulgee

| Squadra                | Record |
| Fort Smith Twins       | 74-63  |
| Topeka Jayhawks        | 70-61  |
| Joplin Miners          | 70-65  |
| Independence Producers | 66-67  |
| Springfield Midgets    | 61-66  |
| Muskogee Chiefs        | 58-77  |

- Finale: Joplin - Independence 4-2.

### 1929
- Nuove squadre: Shawnee
- Movimenti: Topeka alla Western League
- Spostamenti: Muskogee a Maud (Oklahoma) il 22 agosto[4]

| Squadra                     | Record |
| Fort Smith Twins            | 88-59  |
| Shawnee Robins              | 87-61  |
| Springfield Midgets         | 71-77  |
| Independence Producers      | 71-78  |
| Joplin Miners               | 60-82  |
| Muskogee Chiefs/Maud Chiefs | 61-89  |

### 1930
- Spostamenti: Maud torna a Muskogee.

| Squadra                | Record |
| Independence Producers | 76-56  |
| Joplin Miners          | 76-59  |
| Shawnee Robins         | 65-71  |
| Fort Smith Twins       | 64-72  |
| Springfield Midgets    | 64-73  |
| Muskogee Chiefs        | 60-74  |

- Finale: Independence - Joplin 5-4.

### 1931
- Fallimenti: Shawnee
- Nuove squadre: Bartlesville

| Squadre                | Record                    |
| Springfield Red Wings  | 87-57 (vince le due fasi) |
| Joplin Miners          | 80-62                     |
| Independence Producers | 77-69                     |
| Fort Smith Twins       | 74-76                     |
| Muskogee Chiefs        | 64-86                     |
| Bartlesville Broncos   | 59-91                     |

### 1932
- Spostamenti: da Joplin a Topeka il 6 maggio; da Independence a Joplin il 23 maggio, ad Hutchinson il 20 luglio; da Muskogee ad Hutchinson l'8 giugno e poi fallisce; da Fort Smith a Muskogee il 1º luglio.
- Fallimenti: Hutchinson (vedi sopra) e Topeka.

| Squadre                                                      | Affiliazione        | Record |
| Springfield Cardinals                                        | St. Louis Cardinals | 79-51  |
| Bartlesville Bronchos                                        |                     | 77-52  |
| Independence Producers/Joplin Miners/Independence/Hutchinson |                     | 58-68  |
| Fort Smith Twins/Muskogee Chiefs                             | St. Louis Browns    | 48-80  |
| Joplin Miners/Topeka Jayhawks                                |                     | 38-38  |
| Muskogee Chiefs/Hutchinson Whest Shockers                    |                     | 37-48  |

- Finale: Springfield - Bartlesville 5-4 for the title.
- Trasferimenti: Springfield alla Western League.
- Fallimenti: tutta la lega.

## Lega del 1934
Nel 1934 tutta la lega rinacque con sei squadre. Per definire il campione le regole non cambiarono. Aderirono squadre di Bartlesville, Hutchinson, Joplin, Muskogee, Ponca City, Springfield.

### 1934
| Squadra               | Affiliazione        | Record                                            |
| Springfield Red Wings | St. Louis Cardinals | 76-58 (vince ex aequo la 1ª fase e da sola la 2a) |
| Ponca City Angels     | Chicago Cubs        | 73-61 (vince la 1ª fase ex aequo)                 |
| Joplin Miners         | Boston Red Sox      | 66-68                                             |
| Hutchinson Larks      |                     | 66-68                                             |
| Bartlesville Reds     | Cincinnati Reds     | 63-69                                             |
| Muskogee Tigers       |                     | 56-76                                             |

- Spareggio per la prima fase: Ponca City batte Springfield.
- Finale: Springfield - Ponca City 4-3.

### 1935
| Springfield Cardinals | St. Louis Cardinals | 87-48 (vince la 1a metà) |
| Ponca City Angels     | Chicago Cubs        | 76-55 (vince la 2a metà) |
| Hutchinson Larks      | St. Louis Cardinals | 68-61                    |
| Muskogee Tigers       |                     | 60-71                    |
| Bartlesville Reds     | Cincinnati Reds     | 56-79                    |
| Joplin Miners         | New York Yankees    | 48-81                    |

- Finale: Ponca City - Springfield 5-4

### 1936
| Ponca City Angels     | Chicago Cubs        | 87-57 |
| Joplin Miners         | New York Yankees    | 83-58 |
| Hutchinson Larks      | Pittsburgh Pirates  | 79-65 |
| Springfield Cardinals | St. Louis Cardinals | 64-78 |
| Muskogee Tigers       | Brooklyn Dodgers    | 61-80 |
| Bartlesville Bucs     |                     | 53-81 |

- Finale: Ponca City - Joplin 5-2

### 1937
| Muskogee Reds         | Cincinnati Reds     | 79-61 |
| Hutchinson Larks      | Pittsburgh Pirates  | 78-64 |
| Joplin Miners         | New York Yankees    | 76-66 |
| Springfield Cardinals | St. Louis Cardinals | 76-67 |
| Ponca City Angels     | Chicago Cubs        | 71-69 |
| Bartlesville Blues    | New York Yankees    | 45-98 |

- Primo round playoff:
  - Joplin - Muskogee 4-3
  - Springfield - Hutchinson 3-1
- Finale: Springfield - Joplin 4-3

### 1938
- Nuove squadre: Fort Smith e Salina

| Ponca City Angels     | Chicago Cubs        | 84-54 |
| Springfield Cardinals | St. Louis Cardinals | 79-56 |
| Fort Smith Giants     | New York Giants     | 74-65 |
| Hutchinson Larks      | Pittsburgh Pirates  | 70-67 |
| Muskogee Reds         | Cincinnati Reds     | 71-68 |
| Joplin Miners         | New York Yankees    | 63-74 |
| Bartlesville Chiefs   |                     | 61-78 |
| Salina Millers        |                     | 47-87 |

- Play-off primo turno:
  - Ponca City - Fort Smith 3-1
  - Hutchinson - Springfield 3-2
- Finale: Ponca City - Hutchinson 4-1

### 1939
- Spostamenti: da Ponca a St. Joseph (Missouri).
- Fallimenti: Bartlesville
- Nuove squadre: Topeka.

| Fort Smith Giants     | New York Giants     | 83-50 |
| Joplin Miners         | New York Yankees    | 81-56 |
| Springfield Cardinals | St. Louis Cardinals | 78-60 |
| Topeka Owls           | St. Louis Browns    | 72-65 |
| St. Joseph Angels     | Chicago Cubs        | 66-72 |
| Muskogee Reds         | Cincinnati Reds     | 60-76 |
| Salina Millers        |                     | 55-79 |
| Hutchinson Pirates    | Pittsburgh Pirates  | 49-86 |

### 1940
| Muskogee Reds         |                     | 90-49 |
| Topeka Owls           | St. Louis Browns    | 73-60 |
| Fort Smith Giants     | New York Giants     | 70-63 |
| St. Joseph Saints     | Chicago Cubs        | 69-63 |
| Joplin Miners         | New York Yankees    | 68-64 |
| Salina Millers        |                     | 60-75 |
| Springfield Cardinals | St. Louis Cardinals | 56-76 |
| Hutchinson Pirates    | Pittsburgh Pirates  | 50-86 |

- Primo turno playoff:
  - Fort Smith - Muskogee 3-0
  - St. Joseph - Topeka 3-1
- Finale: St. Joseph - Fort Smith 3-0

### 1941
- Spostamenti:
  - 3 giugno da St. Joseph a Carthage (Missouri), diventando i Carthage Browns, affiliati ai St. Louis Browns.

| Joplin Miners                                  | New York Yankees              | 93-41 |
| Springfield Cardinals                          | St. Louis Cardinals           | 92-43 |
| Topeka Owls                                    |                               | 75-58 |
| Fort Smith Giants                              | New York Giants               | 73-60 |
| Muskogee Reds                                  | Cincinnati Reds               | 64-69 |
| Hutchinson Pirates                             | Pittsburgh Pirates            | 53-81 |
| Salina Millers                                 | Cleveland Indians             | 46-88 |
| St. Joseph Pony Express Riders/Carthage Browns | Chicago Cubs/St. Louis Browns | 40-96 |

### 1942
- Fallimenti: Carthage e Salina

| Topeka Owls           |                     | 80-53 (vince la 2ª parte) |
| Muskogee Reds         |                     | 76-58                     |
| Fort Smith Giants     | New York Giants     | 68-63 (vince la 1ª parte) |
| Springfield Cardinals | St. Louis Cardinals | 62-70                     |
| Joplin Miners         | New York Yankees    | 59-75                     |
| Hutchinson Pirates    | Pittsburgh Pirates  | 50-76                     |

- Finale: Fort Smith - Topeka 4-3

### 1946
La lega riprende l'attività dopo l'interruzione per la Seconda guerra mondiale.
- Spostamenti: da Springfield a St. Joseph.
- Nuove squadre: Leavenworth e Salina.

| Leavenworth Braves   | Boston Braves         | 76-57                    |
| Hutchinson Cubs      | Chicago Cubs          | 73-56 (vince la 2a metà) |
| St. Joseph Cardinals | St. Louis Cardinals   | 75-62                    |
| Muskogee Reds        | Detroit Tigers        | 75-64                    |
| Fort Smith Giants    | New York Giants       | 67-63 (vince la 1a metà) |
| Joplin Miners        | New York Yankees      | 61-73                    |
| Topeka Owls          |                       | 53-79                    |
| Salina Blue Jays     | Philadelphia Phillies | 51-77                    |

- Finale: Hutchinson - Fort Smith 4-2

### 1947
| Salina Blue Jays     | Philadelphia Phillies | 85-53 |
| Topeka Owls          |                       | 83-55 |
| Muskogee Reds        | St. Louis Browns      | 75-64 |
| St. Joseph Cardinals | St. Louis Cardinals   | 72-67 |
| Joplin Miners        | New York Yankees      | 67-73 |
| Hutchinson Cubs      | Chicago Cubs          | 63-76 |
| Fort Smith Giants    | New York Giants       | 59-78 |
| Leavenworth Braves   | Boston Braves         | 50-88 |

- Semifinali:
  - Muskogee - Salina 3-2
  - St. Joseph - Topeka 3-2
- Finale: St. Joseph - Muskogee 4-3

### 1948
- Spostamenti: gli Hutchinson Cubs vanno a Springfield il 21 luglio.

| St. Joseph Cardinals             | St. Louis Cardinals   | 90-48 |
| Fort Smith Giants                | New York Giants       | 82-58 |
| Joplin Miners                    | New York Yankees      | 75-57 |
| Topeka Owls                      |                       | 70-66 |
| Muskogee Reds                    | St. Louis Browns      | 61-70 |
| Leavenworth Braves               | Boston Braves         | 62-75 |
| Salina Blue Jays                 | Philadelphia Phillies | 58-80 |
| Hutchinson Cubs/Springfield Cubs | Chicago Cubs          | 43-87 |

### 1949
Springfield torna ad Hutchinson cambiando nome ed affiliazione.
| St. Joseph Cardinals | St. Louis Cardinals   | 96-42  |
| Fort Smith Giants    | New York Giants       | 86-54  |
| Joplin Miners        | New York Yankees      | 86-58  |
| Topeka Owls          |                       | 77-61  |
| Muskogee Reds        | St. Louis Browns      | 77-62  |
| Salina Blue Jays     | Philadelphia Phillies | 69-69  |
| Hutchinson Elks      |                       | 41-93  |
| Leavenworth Braves   | Boston Braves         | 25-112 |

### 1950
- Fallimenti: Leavenworth
- Nuove squadre: Springfield (Missouri)
- Spostamenti: da Fort Smith ad Enid

| Joplin Miners        | New York Yankees      | 90-46 |
| Hutchinson Elks      | Pittsburgh Pirates    | 77-60 |
| Springfield Cubs     | Chicago Cubs          | 74-61 |
| Enid Giants          | New York Giants       | 71-63 |
| St. Joseph Cardinals | St. Louis Cardinals   | 67-69 |
| Topeka Owls          |                       | 58-81 |
| Muskogee Reds        |                       | 52-79 |
| Salina Blue Jays     | Philadelphia Phillies | 53-83 |

### 1951
- Fallimenti: Springfield
- Nuove squadre: Fort Smith.

| Topeka Owls          | Chicago Cubs          | 74-44 |
| Joplin Miners        | New York Yankees      | 77-48 |
| St. Joseph Cardinals | St. Louis Cardinals   | 69-51 |
| Salina Blue Jays     | Philadelphia Phillies | 63-58 |
| Muskogee Giants      | New York Giants       | 61-63 |
| Hutchinson Elks      | Pittsburgh Pirates    | 57-66 |
| Enid Buffalos        |                       | 45-79 |
| Fort Smith Indians   | Cleveland Indians     | 43-80 |

### 1952
| Joplin Miners      | New York Yankees      | 87-52 |
| Muskogee Giants    | New York Giants       | 73-66 |
| Hutchinson Elks    | Pittsburgh Pirates    | 70-66 |
| Topeka Owls        | Chicago Cubs          | 63-76 |
| Salina Blue Jays   | Philadelphia Phillies | 61-77 |
| Fort Smith Indians | Cleveland Indians     | 60-77 |

### 1953
- Fallimenti: Salina
- Nuove squadre: St. Joseph

I Fort Smith Indians cambiano nome in Fort Smith-Van Buren Twins.
| St. Joseph Cardinals       | St. Louis Cardinals | 83-57 |
| Hutchinson Elks            | Pittsburgh Pirates  | 80-60 |
| Topeka Owls                | Chicago White Sox   | 78-62 |
| Joplin Miners              | New York Yankees    | 71-68 |
| Muskogee Giants            | New York Giants     | 57-81 |
| Fort Smith-Van Buren Twins |                     | 49-90 |

- Semifinali:
  - St. Joseph - Joplin 3-0
  - Hutchinson - Topeka 3-0
- Finale: Hutchinson - St. Joseph 4-1

### 1954
- Fallimenti: Fort Smith
- Nuove squadre: Blackwell (Oklahoma)[5], Iola e Ponca City.

| Topeka Owls       | Chicago White Sox   | 87-51  |
| Muskogee Giants   | New York Giants     | 85-54  |
| St. Joseph Saints | New York Yankees    | 82-57  |
| Blackwell Broncos | Chicago Cubs        | 79-61  |
| Hutchinson Elks   | Pittsburgh Pirates  | 72-67  |
| Ponca City Jets   |                     | 62-76  |
| Joplin Cardinals  | St. Louis Cardinals | 50-89  |
| Iola Indians      |                     | 39-101 |

- Semifinali:
  - Blackwell - Topeka 3-0
  - St. Joseph - Muskogee 3-2
- Finale: Blackwell - St. Joseph 4-1

A fine stagione Blackwell passa alla Sooner State League, mentre le altre e la lega stessa cessano l'attività.
La Western Association prosperò nel boom delle leghe minori che seguì la fine della seconda Guerra Mondiale, soprattutto a Topeka e St. Joseph, appassionando oltre 100.000 fans. Ma la crisi che giunse nei primi anni 1950 causata dalla Guerra di Corea, l'avvento della televisione si fece sentire sulla WA.